# Meriwether Smith

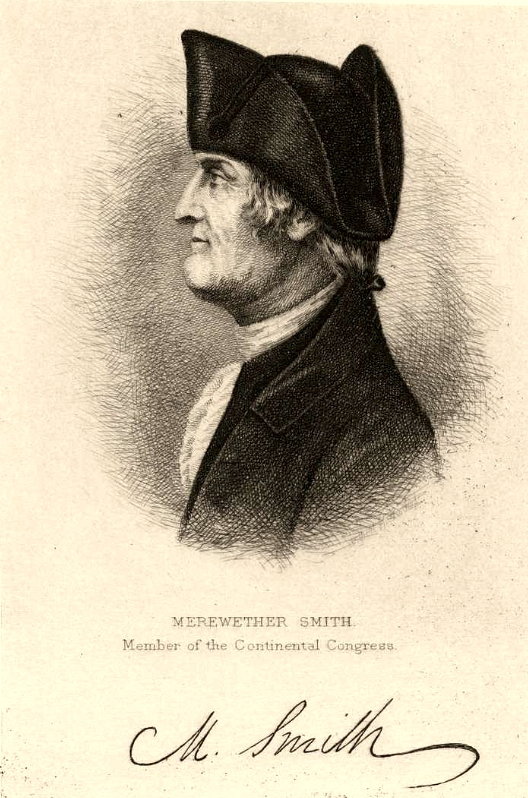

Meriwether Smith (* 1730 im Essex County, Kolonie Virginia; † 25. Januar 1790 ebenda) war ein US-amerikanischer Politiker. Von 1778 bis 1779 sowie im Jahr 1781 war er Delegierter für Virginia im Kontinentalkongress.

## Werdegang
Meriwether Smith wuchs auf der familieneigenen Plantage Bathurst im Essex County auf und besuchte die öffentlichen Schulen seiner Heimat. Später wurde er Leiter der Plantage. Außerdem war er Mitglied der Miliz, in der er bis zum Oberst aufstieg. Bereits im Jahr 1766 beteiligte er sich am amerikanischen Protest gegen den britischen Stamp Act. In den 1770er Jahren schloss er sich der Revolutionsbewegung an. Zunächst gehörte er in den Jahren 1774 und 1775 dem damals noch kolonialen House of Burgesses an. 1774 wurde er Mitglied im Sicherheitsausschuss im Essex County. Außerdem gehörte er mehreren revolutionären Gremien an. Zwischen 1776 und 1778 saß er im Abgeordnetenhaus von Virginia. In den Jahren 1778 und 1779 sowie im Jahr 1781 vertrat er seinen Staat im Kontinentalkongress. In den Jahren 1781, 1782, 1785 und 1788 saß er erneut im Staatsparlament. 1788 war er auch Delegierter auf der Versammlung, die für Virginia die Verfassung der Vereinigten Staaten ratifizierte. Dabei sprach er sich erfolglos gegen die Annahme der Bundesverfassung aus.
Meriwether Smith starb am 25. Januar 1790 und wurde auf seiner Plantage Bathurst beigesetzt. Sein Sohn George (1762–1811) wurde Gouverneur von Virginia.